# Женщина-волк из Лондона
Эта статья — о кинофильме 1946 года. О телесериале 1990 года см. Женщина-волк из Лондона (телесериал).
«Женщина-волк из Лондона» (англ. She-Wolf of London) — классический фильм ужасов студии Universal Pictures, вышедший на экраны в 1946 году.

## Сюжет
В Лондоне, в одном парке происходит серия загадочных убийств. Люди считают, что эти убийства совершает оборотень. В то же время молодая наследница, Филлис Алленби, предполагает что под воздействием семейного проклятия, так называемого «Проклятье Алленби», она и совершает эти шокирующие убийства в парке.

## В ролях
- Дон Портер
- Джун Локхарт
- Дэннис Хоуи
- Сара Хейден
- Жан Уайли
- Ллойд Корригэн
- Мартин Кослек — Дуайт Северн